# Раджюс, Нериюс
Нериюс Раджюс (лит. Nerijus Radžius; 27 августа 1976, Акмяне, Литовская ССР, СССР) — литовский футболист, защитник, выступал за клубы из Литвы, Польши и России, также выступал за сборную Литвы.

## Карьера
Воспитанник клуба «Цементининкас» (Науйойи-Акмяне). Профессиональную карьеру начинал в вильнюсском «Жальгирисе» и его фарм-клубе «Жальгирис-2», выступавшем в высшем дивизионе. В составе «Жальгириса» Раджюс стал четырёхкратным вице-чемпионом страны, и один раз чемпионом в сезоне 1998/99.
В 2000—2003 годах играл в высшем дивизионе Польши за клуб «Заглембе» (Любин).
Летом 2003 года присоединился к новороссийскому «Черноморцу», в высшем дивизионе России сыграл три матча. В следующем году продолжил выступления за клуб в первом дивизионе, на поле провёл 21 матч.
В сезоне 2005 года выступал за другой российский клуб из первого дивизиона «Волгарь-Газпром», за астраханский клуб провёл 29 матчей в первом дивизионе.
В 2006 году вернулся в Литву, где выступал за «Каунас», с которым дважды стал чемпионом страны в сезоне 2006 и сезоне 2007, а также вице-чемпионом в сезоне 2008.
В январе 2009 года присоединился к польскому клубу «Лодзь», который по итогам сезона 2008/09 из-за финансовых проблем был исключён из высшего дивизиона. Раджюс некоторое время продолжал выступать за клуб в Первой лиге.
В феврале 2010 вновь вернулся в Литву, где присоединился к клубу «Судува». В составе клуба из Мариямполя, стал дважды бронзовым призёром чемпионата Литвы, в сезоне 2011 и сезоне 2012. Завершил профессиональную карьеру летом 2013 года.

## Достижения
- Золотой призёр чемпионата Литвы (3): 1998/99, 2006, 2007
- Серебряный призёр чемпионата Литвы (6): 1996/97, 1997/98, 1999, 2000, 2008, 2010
- Бронзовый призёр чемпионата Литвы (2): 2011, 2012
- Обладатель Кубка Литвы (2): 1996/97, 2007/08